# بيرت ماكراكين
بيرت ماكراكين (بالإنجليزية: Bert McCracken) هو مغن مؤلف وملحن ومغني وعازف بيانو أمريكي، ولد في 25 فبراير 1982 في بروفو في الولايات المتحدة.

## وصلات خارجية
- بيرت ماكراكين على موقع IMDb (الإنجليزية)
- بيرت ماكراكين على موقع ميوزك برينز (الإنجليزية)
- بيرت ماكراكين على موقع إن إن دي بي (الإنجليزية)
- بيرت ماكراكين على موقع أول ميوزيك (الإنجليزية)
- بيرت ماكراكين على موقع ديسكوغز (الإنجليزية)